# アフリカーナ哲学
アフリカーナ哲学（アフリカーナてつがく、Africana philosophy）とは、アフリカ系の哲学者による哲学や、アフリカ系以外の哲学者によるアフリカン・ディアスポラを主題とする哲学のことである。河野哲也は「アフリカン・ディアスポラによる哲学を「アフリカーナ哲学 Africana philosophy」と呼ぶ者もいる」という。この名称は、特定の哲学や哲学体系、方法、伝統を指すものではない。むしろ、アフリカーナ哲学は、様々な哲学的活動に対して組織的な監視を行うために使用される、第三の、メタ哲学的で包括的な概念である。アフリカーナ哲学は、黒人研究分野の一部であり、そのなかで発展してきた。

## 概要
アフリカーナ哲学は、黒人研究分野の一部であり、そのなかで発展してきた。アフリカーナ哲学には、アフリカ系の人々が特に関心を持つ哲学的アイデア、議論、理論が含まれる。アフリカーナ哲学が探求するトピックには、ソクラテス以前のアフリカ哲学と初期西洋哲学史についての現代の議論、アフリカとアメリカ大陸におけるポストコロニアル作品、抑圧に対する黒人の抵抗、アメリカにおける黒人実存主義、現代世界における「黒人性」の意味などがある。
Lucius Outlawは次のように述べている。
「アフリカーナ哲学」は非常にヒューリスティックな概念である。つまり、専門的な訓練を受けた哲学者やその他の知識人が、アフリカ人やアフリカ系の人々と密接に関連する事柄に専念する哲学的努力の方向性を示唆するものである。
現在は、倫理学、社会哲学、政治哲学、生物学の哲学、意味論、批判的人種理論、ポストコロニアル理論の各分野の専門哲学者がアフリカーナ哲学を探求している。アメリカ哲学会には北米で1万人の会員がいるが、そのうちアフリカ系はわずか100人と推定されている。
en:Lewis Gordonは次のように述べている。
アフリカーナ哲学とは、アフリカーナ思想の一種であり、世界各地のアフリカーナ文化やそのハイブリッド、ミックス、クレオール化された形態についての諸観念との批判的な関わりによって提起される理論的問題を扱う。近代においてアフリカが征服されアフリカの植民地化がなされたことによってそのアイデンティティが押し付けられるまで、アフリカ大陸の人々が自分たちをアフリカ人だと考える理由はなかったので……この思想領域はまた、「アフリカ人」の出現とそのディアスポラ―ここでは「アフリカーナ」と呼んでいる―によって提起された、他にはない問題群に触れている……アフリカーナ哲学とは、この思想領域の哲学的側面を指す。

## ジャーナル
- en:Philosophia Africana

## 関連文献
- An Introduction to Africana Philosophy by Lewis Gordon
- Philosophy Born of Struggle by Leonard Harris
- Race and Racism in Continental Philosophy by Robert Bernasconi
- A Companion to African-American Philosophy by Tommy L. Lott and John Pittman
- African-American Perspectives and Philosophical Traditions by John P. Pittman
- Blacks and Social Justice by en:Bernard R. Boxill
- African American Philosophers by en:George Yancy
- フランツ・ファノン『黒い皮膚・白い仮面』
- Philosophies Africaines, en:Jean-Godefroy Bidima ed., Collège international de philosophie journal Rue Descartes, 2002.
- Outlaw, Jr., L., “Africana Philosophy: Origins and Prospects,” in en:Kwasi Wiredu (ed.), A Companion to African Philosophy, Malden, MA: Blackwell, pp. 90–98.